# Eugène Montel
Pour les articles homonymes, voir Montel.
Eugène Montel (1885-1966) est un instituteur, journaliste, homme politique et résistant français membre de la SFIO.

## Biographie
Né à Montbazin (Hérault) le 5 juin 1885, dans une famille protestante de viticulteurs, Eugène Montel est un instituteur, un franc-maçon et un membre du Parti socialiste audois. Il est marié à la fille d'un leader viticole. Après le congrès de Tours, il succède à Ernest Ferroul comme secrétaire de la puissante fédération viticole SFIO de l'Aude où il est élu conseiller général, en 1925, et conseiller municipal de Narbonne. C'est un bon orateur : « voix de rogomme, éloquence de tramontane » d'après Jean Lacouture. Il écrit dans le journal SFIO La République Sociale et combat le journal La Dépèche des frères radicaux Maurice et Albert Sarraut. Il permet à Léon Blum, battu à la législative de 1928 par Jacques Duclos, de devenir député de Narbonne en 1929, à la suite du décès d'Yvan Pélissier, député SFIO de Narbonne, en lui laissant ce siège vacant d'une circonscription sûre. Il adresse un télégramme enthousiaste à Blum :

« Votre place est au parlement. Narbonne vous offre son siège. »

Devenu son collaborateur personnel local (il est son chauffeur-garde du corps durant la campagne) puis parisien, il joue un rôle dans les congrès aux côtés de Vincent Auriol (notamment en réconciliant Blum et Marx Dormoy), puis dans l'entourage direct du président du Conseil du Front populaire en 1936 et 1938. Il fait passer des camions au gouvernement républicain espagnol, puis assure une mission de coordination industrielle pendant la drôle de Guerre. C'est chez son gendre Raoul Massardy, au château de l'Armurié à Colomiers dans la Haute-Garonne, qu'il reçoit Léon Blum lors de la débâcle à partir de juin 1940. Vincent Auriol, René Mayer, Jules Moch et de nombreux autres visiteurs socialistes opposés à Pétain y discutent de ce qu'il convient de faire, Roosevelt ayant proposé à Léon Blum de traverser l'Atlantique. Arrêté avec Blum en septembre 1940 au château de l'Armurier à Colomiers, Montel est interné par le régime de Vichy avec Jules Moch, Mandel, et aussi l'avionneur Bloch, futur Marcel Dassault. Il s'évade de Vals-les-Bains où il est interné, et rentre dans la Résistance. Il est membre du mouvement Libérer et Fédérer et participe « à la reconstitution clandestine du Parti socialiste SFIO ».
À la Libération, il est élu maire de Colomiers puis président du conseil général de la Haute-Garonne remplaçant Vincent Auriol devenu président de l'Assemblée, puis de la République. Il est élu en outre député en 1951. Il s'oppose au retour de De Gaulle en 1958. Il soutient la construction de logements sociaux. Ses contacts politiques et industriels lui permettent alors de lancer à 73 ans un projet de ville nouvelle, planifié par l'architecte Viguier prévoyant pour sa commune alors rurale de passer de 3 500 habitants à 40 000. Constamment réélu jusqu'à son décès en 1966, il joue un rôle important dans la vocation aéronautique de sa commune dont il confie le développement à son adjoint et successeur Alex Raymond.
Eugène Montel meurt le 21 janvier 1966 à Colomiers.